# Wilson (Luizjana)
Wilson – wieś w Stanach Zjednoczonych, w stanie Luizjana, w parafii East Feliciana.